# Chakragil
Chakragil (ou Chagragil, Chakar Aghil, Kingata Tagh) é uma montanha na República Popular da China, com 6760 m de altitude. É a 102.ª em proeminência topográfica. Está situada cerca de 100 km a sudoeste da cidade de Kashgar e a 37 km a noroeste do Kongur Tagh, ponto culminante da sua cordilheira.

## Páginas externas
- «Chakragil». www.peakbagger.com. Consultado em 23 de julho de 2016